# Список журналов по нейрохирургии
Список журналов по нейрохирургии — список выпускающихся по всему миру авторитетных научно-практических журналов по нейрохирургии.

## Русскоязычные
- Нейрохирургия — Импакт-фактор РИНЦ (2013): 0,191[1]

Сайт журнала
- Вопросы нейрохирургии Института нейрохирургии им. Бурденко — Импакт-фактор РИНЦ (2013): 0,218[2]

Сайт журнала
- Нейрохирургия и неврология детского возраста

Сайт журнала
- Российский нейрохирургический журнал имени профессора А. Л. Поленова

Сайт журнала
- Российская нейрохирургия

Сайт журнала

## Украиноязычные
- Український нейрохірургічний журнал Института нейрохирургии им.акад. А.П.Ромоданова АМН Украины — Импакт-фактор РИНЦ (2013): 0,125[3]

Сайт журнала

## Англо- и Немецкоязычные
- Journal of Neurology, Neurosurgery, and Psychiatry — Импакт-фактор (2010): 4.869

Сайт журнала
- Journal of Neurotrauma — Импакт-фактор (2009): 4.252

Сайт журнала
- Neurosurgery — Импакт-фактор (2009): 2.862

Сайт журнала
- Spine — Импакт-фактор (2009): 2.624

Сайт журнала
- European Spine Journal — Импакт-фактор (2009): 1.956

Сайт журнала
- Journal of Neurosurgical Anesthesiology — Импакт-фактор (2009): 2.412

Сайт журнала
- Journal of Neurosurgery — Импакт-фактор (2008): 2.124

Сайт журнала
- Stereotactic and Functional Neurosurgery — Импакт-фактор (2008): 1.849

Сайт журнала (недоступная ссылка)
- Neurosurgical Review — Импакт-фактор (2009): 1.897

Сайт журнала
- Acta Neurochirurgica — Импакт-фактор (2009): 1.472

Сайт журнала
- World Neurosurgery (старое название Surgical Neurology) — Импакт-фактор (2008): 1.556

Сайт журнала (недоступная ссылка)
- Child’s Nervous System — Импакт-фактор (2009): 1.214

Сайт журнала
- Clinical Neurology and Neurosurgery — Импакт-фактор (2009): 1.303

Сайт журнала
- Neurosurgery Clinics of North America — Импакт-фактор (2008): 1.158

Сайт журнала
- Journal of Clinical Neuroscience — Импакт-фактор (2009): 1.170

Сайт журнала
- Pediatric Neurosurgery — Импакт-фактор (2008): 0.886

Сайт журнала
- British Journal of Neurosurgery — Импакт-фактор (2008): 0.764

Сайт журнала
- Minimally Invasive Neurosurgery — Импакт-фактор (2008): 0.709

Сайт журнала
- Neurosurgery Quarterly — Импакт-фактор (2009): 0.173

Сайт журнала
- Central European Neurosurgery

Сайт журнала
- World Neurosurgery

Сайт журнала (недоступная ссылка)

## Италоязычные
- Journal of Neurosurgical Sciences (итал. Rivista di Neurochirurgia)

Сайт журнала

## Франкоязычные
- Neurochirurgie

Сайт журнала

## Интернет-журналы
- The Internet Journal of Neurosurgery

Сайт журнала